# 머니 토크
《머니 토크》(영어: Money Talks)는 미국에서 제작된 1997년 액션 코미디 영화이다. 브렛 래트너의 영화 감독 데뷔작이다. 크리스 터커, 찰리 신, 헤더 로클리어, 폴 소비노 등이 출연하였고, 월터 코블렌즈 등이 제작에 참여하였다.

## 줄거리
로스앤젤레스. 탐사 보도 기자 제임스는 암표와 세차 사기로 푼돈을 버는 삼류 범죄자 프랭클린이 카메라 앞에서 죄를 고백하게 만들려고 시도하다가 좌절되자 경찰에 신고하여 프랭클린이 체포되게 만든다.
프랑스인 범죄자 레이먼드 빌라드와 함께 수갑이 채워진 채 교도소로 이송되던 프랭클린 앞에 빌라드의 용병들이 나타난다. 용병들은 경찰들, 그리고 프랭클린과 빌라드를 제외한 죄수 전원을 모조리 죽인다. 프랭클린은 졸지에 탈주에 합류하게 되고 경찰들을 죽인 공범으로 몰린다. 
한편 상사와 언쟁 끝에 해고된 제임스는 직장을 되찾기 위해 프랭클린의 무죄를 입증하는 독점 인터뷰를 진행하기로 한다. 그러나 일은 계속 꼬여만 가고 두 사람은 함께 도망치는 신세가 된다. 

## 출연진
- 크리스 터커 - 프랭클린 모리스 해칫 역
- 찰리 신 - 제임스 러셀 역
- 헤더 로클리어 - 그레이스 시프리아니 역: 제임스의 약혼자.
- 제라르 이스마엘 - 레몽 비야르(레이먼드 빌라드) 역
- 엘리스 닐 - 폴라 역: 프랭클린의 여자친구.
- 마이클 라이트 - 에런 역: 프랭클린의 죽마고우인 무기상.
- 폴 소비노 - 가이 시프리아니 역
- 래리 행킨 - 롤런드 역
- 폴 글리슨 - 보비 피킷 형사 역
- 대니얼 로벅 - 윌리엄스 형사 역
- 버로니카 카트라이트 - 코니 시프리아니 역
- 데이미언 차파 - 카마인 역: 조직 폭력배.
- 페이즌 러브 - 게이 감방 동료 역
- 데이비드 워너 - 바클리 역: 제임스의 상사.

## 기타 제작진
- 공동 제작: 아트 셰이퍼
- 배역: 밸러리 매캐프리
- 미술: 로브 윌슨 킹
- 의상: 섀런 데이비스

## 사운드트랙
| 연도 | 제목                                                     | 차트 순위 | 차트 순위 | 인증 (판매량) |
| 연도 | 제목                                                     | 미국      | 미국 R&B  | 인증 (판매량) |
| ---- | -------------------------------------------------------- | --------- | --------- | ------------- |
| 1997 | Money Talks - 발매일: 1997년 4월 12일 - 레이블: 애리스타 | 37        | 6         | - 미국: 골드  |

## 우리말 녹음
| MBC 성우진 (1999년 7월 24일) - 김환진 - 제임스 러셀(찰리 신) - 이인성 - 프랭클린 모리스 해칫(크리스 터커) - 윤성혜 - 그레이스 시프리아니(헤더 로클리어) - 노민 - 레몽 비야르(제라르 이스마엘) - 김현직 - 보비 피킷 형사(폴 글리슨) - 황일청 - 바클리(데이비드 워너) - 권혁수 - 윌리엄스 형사(대니얼 로벅) - 이선주 - 폴리(엘리스 닐) - 박지훈 - 가이 시프리아니(폴 소비노) - 정남 - 코니 시프리아니(버로니카 카트라이트) - 김기철 | SBS 성우진 (2003년 6월 29일) - 홍시호 - 제임스(찰리 신) - 김일 - 프랭클린(크리스 터커) - 차명화 - 그레이스(헤더 로클리어) - 온영삼 - 이근욱 - 최옥희 - 이종오 - 이윤선 - 임성표 - 홍승섭 - 박미선 - 김영진 - 오길경 - 임진응 |  |